# Billy the Kid (album)
Pour les articles homonymes, voir Billy the Kid (homonymie).
Albums de Kat Onoma
Stock Phrases
(1990) Far from the Pictures
(1995)
Billy the Kid est le troisième album du groupe français de rock, jazz et musique expérimentale Kat Onoma, sorti en 1992.

## Historique
Billy the Kid est un hommage au poète américain Jack Spicer,,. La plupart des textes sont empruntés à son recueil de poèmes Billy the Kid paru en 1959, dans la version éditée en 1980 par Robin Blaser chez Black Sparrow Press.
L'album est enregistré aux studios Jimi Bock, à Strasbourg, Polygone à Toulouse et Kitsch à Bruxelles. Il est mixé à Bruxelles et masterisé aux studios Townhouse de Londres. Il sort en 1992 sur le label Fnac Music, puis est réédité en 1995 par Chrysalis avec 3 titres bonus. Les paroles sont en anglais, à l'exception de Memo et Le désert. Les paroles en anglais sont traduites dans le livret qui accompagne le disque.
En 2014, Rodolphe Burger propose à Philippe Poirier, guitariste et saxophoniste de Kat Onoma,  de rejouer avec lui dans le cadre de sa carte blanche à la Maison de la Poésie, le temps d'un nouvel hommage à Jack Spicer. Ils sont accompagnés pour l'occasion par Julien Perraudeau aux claviers. Les trois hommes enregistrent ensuite l'album Play Kat Onoma, paru en mars 2015, qui contient un grand nombre de morceaux issus de cet album des années 1990,.

## Liste des titres
Sauf indication contraire, tous les textes sont de Jack Spicer et toutes les musiques sont de Rodolphe Burger et Kat Onoma.
| 1.    | The radio         | Jack Spicer / P.L. Poirier & Kat Onoma     | 4:55 |
| 2.    | Le désert         | Thomas Lago / R. Burger & Kat Onoma        | 5:40 |
| 3.    | The gun           | -                                          | 4:57 |
| 4.    | Will you dance ?  | -                                          | 4:47 |
| 5.    | Riverrun          | Thomas Lago / R. Burger & Kat Onoma        | 4:36 |
| 6.    | The trap          | -                                          | 4:48 |
| 7.    | Lady of Guadalupe | -                                          | 4:08 |
| 8.    | Memo              | Thomas Lago / R. Burger                    | 3:45 |
| 9.    | B. The K.         | -                                          | 5:21 |
| 10.   | Night way         | traditional Navaho / R. Burger & Kat Onoma | 5:05 |
| 11.   | The poplars       | Jack Spicer / P.L. Poirier & Kat Onoma     | 2:34 |
| 51:47 |                   |                                            |      |

| Titres bonus - Rééditions 1995 (Chrysalis) et digipack 2003 (Dernière Bande) | Titres bonus - Rééditions 1995 (Chrysalis) et digipack 2003 (Dernière Bande) | Titres bonus - Rééditions 1995 (Chrysalis) et digipack 2003 (Dernière Bande) | Titres bonus - Rééditions 1995 (Chrysalis) et digipack 2003 (Dernière Bande) | Titres bonus - Rééditions 1995 (Chrysalis) et digipack 2003 (Dernière Bande) | Titres bonus - Rééditions 1995 (Chrysalis) et digipack 2003 (Dernière Bande) | Titres bonus - Rééditions 1995 (Chrysalis) et digipack 2003 (Dernière Bande) | Titres bonus - Rééditions 1995 (Chrysalis) et digipack 2003 (Dernière Bande) | Titres bonus - Rééditions 1995 (Chrysalis) et digipack 2003 (Dernière Bande) | Titres bonus - Rééditions 1995 (Chrysalis) et digipack 2003 (Dernière Bande) |
| No                                                                           | Titre                                                                        | Auteur                                                                       | Durée                                                                        |                                                                              |                                                                              |                                                                              |                                                                              |                                                                              |                                                                              |
| ---------------------------------------------------------------------------- | ---------------------------------------------------------------------------- | ---------------------------------------------------------------------------- | ---------------------------------------------------------------------------- | ---------------------------------------------------------------------------- | ---------------------------------------------------------------------------- | ---------------------------------------------------------------------------- | ---------------------------------------------------------------------------- | ---------------------------------------------------------------------------- | ---------------------------------------------------------------------------- |
| 12.                                                                          | The Heart                                                                    | -                                                                            | 4:33                                                                         |                                                                              |                                                                              |                                                                              |                                                                              |                                                                              |                                                                              |
| 13.                                                                          | The Pain                                                                     | -                                                                            | 5:49                                                                         |                                                                              |                                                                              |                                                                              |                                                                              |                                                                              |                                                                              |
| 14.                                                                          | The Radio (Remix)                                                            | Jack Spicer / P.L. Poirier & Kat Onoma                                       | 9:39                                                                         |                                                                              |                                                                              |                                                                              |                                                                              |                                                                              |                                                                              |
| 71:58                                                                        |                                                                              |                                                                              |                                                                              |                                                                              |                                                                              |                                                                              |                                                                              |                                                                              |                                                                              |

## Crédits

### Membres du groupe
- Rodolphe Burger : chant (principal), guitare, piano, basse
- Pascal Benoit : batterie, chœurs
- Philippe Poirier : saxophone, guitare, contrebasse
- Guy « Bix » Bickel : trompette
- Pierre Keyline : basse

### Équipes technique et production
- Production : Kat Onoma, Luc Tytgat
- Ingénierie, mixage, enregistrement : Luc Tytgat
- Producteur délégué : Bernard Meyet
- Production (assistant) : Joël Theux
- Mastering : Tony Cousins
- Mixage : Philippe Cabon
- Enregistrement (assistants) : Denis Wauthy, Nicholas Olofsson, Phil Cabon, Sébastien Lambrechts
- Design : Carole Peclers
- Artwork (iconographie) : Salvatore Puglia
- Photographie : Carole Shyman, Pascal Benoit, Suzanne Doppelt
- Remixes The Radio : Arthur Baker (production exécutive : Philippe Poustis pour Fnac Music Production)